# Bremsstaub
Bremsstaub entsteht durch die Abnutzung vom Bremsbelag sowie der Bremsscheibe durch die Bremsung. Der dadurch entstehende Bremsstaub besteht zu einem wesentlichen Teil aus Feinstaub, der aufgrund seiner geringen Partikelgröße und seiner chemischen Zusammensetzung (hoher Anteil verschiedener Metalle wie Eisen, Kupfer, Antimon, Zinn, Molybdän) gesundheitsschädlich und umweltbelastend ist. Er trägt erheblich zur Feinstaubbelastung durch den Straßenverkehr bei.